# Tabernacle de Brooklyn
Le Tabernacle de Brooklyn (anglais : Brooklyn Tabernacle) est une mégaéglise évangélique  non confessionnelle dont l’adresse 17 Smith Street Fulton Mall (en) se situe au centre-ville de Brooklyn à New York City. Son pasteur est Jim Cymbala (en).

## Histoire
Le tabernacle de Brooklyn est fondé en 1847 en qualité d’église presbytérienne centrale. Celle-ci occupe alors les locaux de la First Presbyterian Church sise à l’angle de Willoughby Street & Pearl. À dater du 3 avril 1853, le premier bâtiment se constitue d’un tabernacle à charpente implanté à l’intercalation des rues State et Nevins. En 1869, un incendie ravage l’enceinte ecclésiale. Un second immeuble est alors construit en 1873 à l’angle des rues Marcy et Jefferson. Un orage destructeur réduit cet effort à néant en 1889. Le troisième édifice, subséquemment érigé à l’angle de l’avenue Clinton et de la rue Greene, accueille 6 000 personnes. Il se trouve une fois encore la proie des flammes en 1894 avant de se voir remis à neuf peu après.

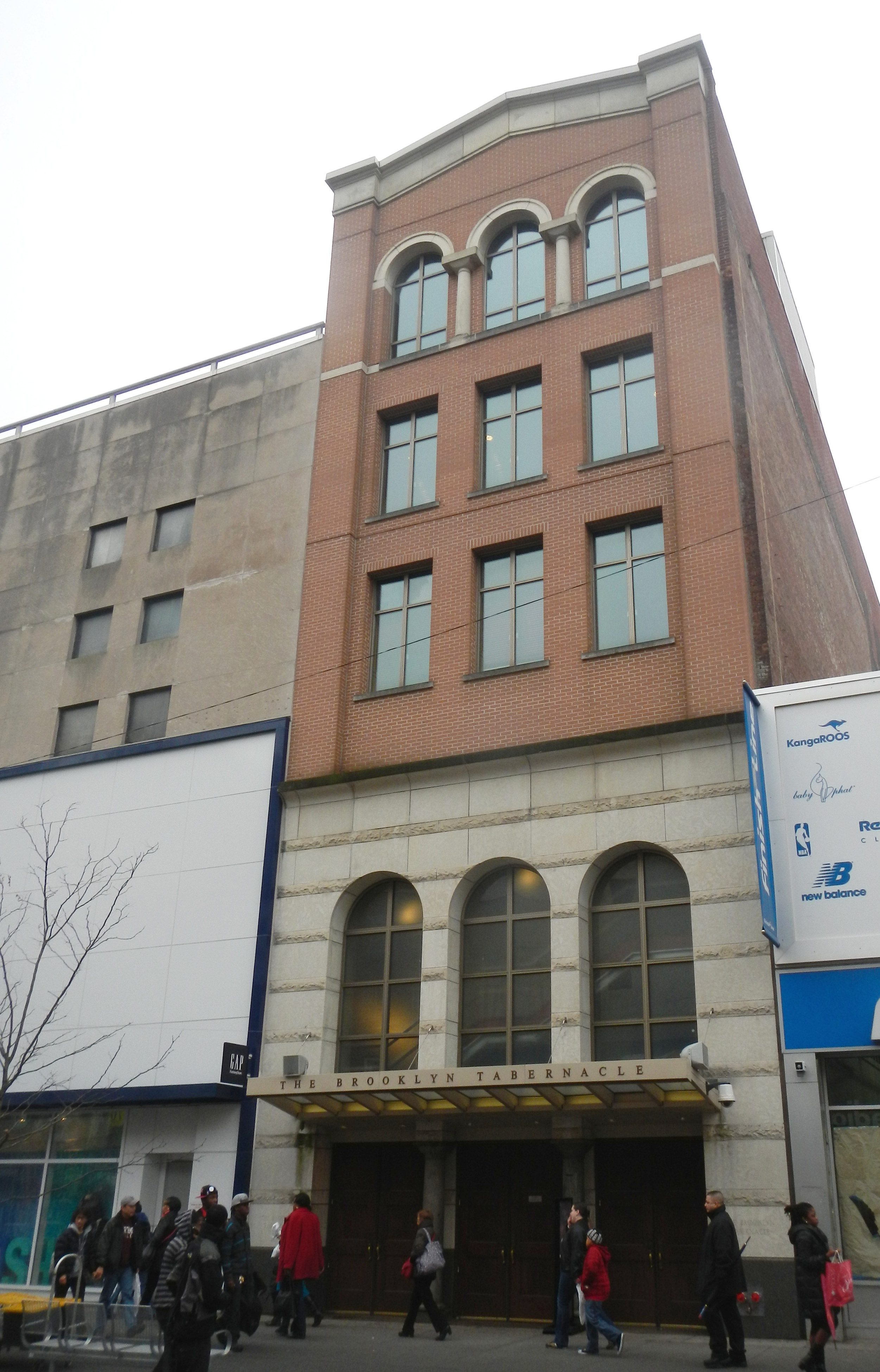
Vue alternative de l’édifice actuel depuis la Smith Fulton Street.

En 1966, l’église est rebaptisée Brooklyn Gospel Tabernacle par le pasteur Clair D. Hutchins.
Lorsqu’à l’automne 1971 le pasteur Jim et Carol Cymbala prennent la direction de la congrégation, celle-ci ne compte plus qu’une quarantaine de personnes qui se réunissent dans un immeuble délabré de l’Atlantic Avenue à Brooklyn,,,.
Dans les années 1980, la Brooklyn Tabernacle procède à l’achat de l’ancien théâtre Carlton du 292 Flatbush Avenue au cœur de la 7e Avenue, transformant l’hémicycle de 1383 places en un lieu de culte. Après quelques années de déclin, l’église devient non confessionnelle. Cette dernière acquiert de surcroît une certaine renommée à grâce aux prestations concertistes assurées par le Brooklyn Tabernacle Choir dont la formation et l’essor se voient couronnés par un prix d’excellence.
En 1984, la structure évangélique adopte son nom actuel : Brooklyn Tabernacle.
L’église demeure rivée à cet endroit jusqu’en 2002, date à laquelle la communauté transfère ses locaux vers l’ancien Loew’s Metropolitan Theatre au 17 rue Smith,. Le sanctuaire est alors en mesure d’accueillir 3 300 personnes.
Le Brooklyn Tabernacle Choir chante The Battle Hymn of the Republic lors de la seconde investiture de Barack Obama en 2013.
Le corps ministériel est réputé pour la qualité de ses sermons, de ses invités et de sa chorale — Brooklyn Tabernacle Choir — elle-même récompensée à six reprises par un Grammy Award,. La direction musicale en est assurée Carol Cymbala (en) qui n’est autre que l’épouse du pasteur principal de l’église en la personne du révérend Jim Cymbala (en).
L’église offre trois offices services du dimanche .
Selon un recensement de l’église publié en 2024, elle aurait une assistance hebdomadaire de 10,000 personnes .